# 亞倫 (喬治亞州)
亞倫（英語：Aaron）是位於美國喬治亞州布洛克縣的一個非建制地區。該地的面積和人口皆未知。

## 地理
亞倫的座標為32°34′06″N 81°59′32″W / 32.56833°N 81.99222°W，而該地的平均海拔高度為81米（即266英尺）。